# Fábio Assunção
Fábio Assunção Pinto (n. 10 august 1971) este un actor brazilian.

## Filmografie

### Televiziune
- Meu Bem, Meu Mal (1990)
- Vamp (1991)
- De Corpo e Alma (1992)
- Sonho Meu (1993)
- Pátria Minha (1994)
- Războiul pasiunilor (O Rei do Gado) (1996)
- Iubire fără limite (Por Amor) (1997)
- Força de um Desejo (1999)
- A Grande Família (2003)
- Celebritate (Celebridade) (2003)
- Mad Maria (2005)
- Belíssima (2006)
- JK (2006)
- Paraíso Tropical (2007)
- Negócio da China (2008)
- S.O.S. Emergência (2010)
- Tapas & Beijos (2011)
- As Brasileiras (2012)
- Totalmente Demais (2015)

### Cinema
- Sexo, Amor e Traição (2004)
- Primo Basílio (2007)
- Bellini and the Devil (2008)
- País do Desejo (2012)